# Colibrí de gorja safir
El colibrí de gorja safir (Lepidopyga coeruleogularis) és una espècie d'ocell de la família dels troquílids (Trochilidae) que habita garrigues, manglars, poblacions i zobes arbustives de les terres baixes costaneres de Panamà i nord de Colòmbia.